# Поточани (Вукосавле)
Поточани (серб. Поточани / Potočani) — село в общине Вукосавле Республики Сербской Боснии и Герцеговины. Население составляет 243 человек по переписи 2013 года.

## История
До распада Югославии входило в состав общины Оджак Социалистической Республики Босния и Герцеговина, после чего было разделено на два одноимённых села, одно из которых вошло в состав общины Вукосавле Республики Сербской, а другое — в состав общины Оджак Федерации Боснии и Герцеговины.